# 'Paths of Glory
«'Paths of Glory» (укр. «Соціопати слави») — восьма серія двадцять сьомого сезону мультсеріалу «Сімпсони», прем'єра якої відбулась 6 грудня 2015 року у США на телеканалі «Fox».

## Сюжет
Ліса бере участь в Дербі альтернативної енергії з еко-автомобілем, який рухається від сонячної енергії. Під час заїзду дирижабль пива «Кнур» пролітає і затуляє Сонце, через що машина дівчинки зупиняється в дюймах від фінішної лінії. З неї знущаються, і Старий єврей згадує Амелію Вандербекл, Спрінґфілдську винахідницю ХІХ століття, яка була запроторена до Спрінґфілдської божевільні після аварії, спричиненої одним із її винаходів. Ліса усвідомлює, що єдиний спосіб повернути їй репутацію — це проникнути разом із Бартом до покинутого притулку та знайти один із її винаходів.
У притулку Ліса виявляє звукозапис Амелії, що розкриває секретний щоденник із деталями винаходу, який міг би відновити репутацію Амелії. Тим часом Барт знаходить щоденник Натана Літтла, соціопата, який там жив. Він вирішує взяти щоденник до школи і показати його своїм друзям. Однак записи лякають Ральфа Віггама, який згодом розповідає про щоденник своєму батькові, шефу Віггаму. Віггам припускає, що Барт сам написав щоденник і повідомляє про це Мардж, що змушує її і Гомера турбуватися.
Ліса об'єднується з Мілхаусом, щоб знайти винахід Амелії. Його поховано під колишнім феміністичним клубом, який зараз є стриптиз-баром.
Гомер з Мардж вирішують зробити з ним тест на соціопата, замаскований під тест «Хто ти: крутяк на гідроциклі, чи майстер з мотокросу?», але наліпка відпадає, і Барт виявляє справжні наміри своїх батьків і вирішує відповісти на всі запитання так, ніби він був найгіршим соціопатом, що коли-небудь існували. Згодом він «підтверджує» це своїми витівками. Це ще більше турбує Гомера і Мардж, і вони вирішують віддати Барта у спецпритулок.
Тим часом Ліса просить завгоспа Віллі допомогти їм пробурити підвал стриптиз-бару та знайти її винахід. Вони успішно знаходять те, що на перший погляд виглядає як ткацький верстат, але насправді це найперший обчислювальний пристрій. Ліса досягає своєї мети, і винахід Амелії передається музею, хоча ніхто, крім Лізи, не зацікавлений у ньому.
У притулку для соціопатів генерал армії каже дітям-соціопатам, що вони ідеально підходять для тестування симуляторів безпілотників ВПС США. Барту вдається знищити всі цілі, але пізніше Генерал повідомляє, що вони насправді контролювали справжній безпілотник, вбиваючи реальних людей. Поки інші діти реагують із ентузіазмом, Барт жахається цієї новини і слізливо каже, що не хотів і не хоче вбити когось. Барта як хорошу людину зі щирими емоціями відправлять додому.
У сцені під час титрів Гомер використовує ткацький верстат для перегляду еротичних зображень. Коли Мардж заходить до нього, він намагається позбутися їх, але безрезультатно…

## Ставлення критиків і глядачів
Під час прем'єри серію переглянули 5,53 млн осіб з рейтингом 2.3, що зробило її найпопулярнішим шоу на каналі «Fox» тієї ночі.
Денніс Перкінс з «The A.V. Club» дав серії оцінку B-, сказавши:
|  | Важливим є те, що в цих сюжетах є достатньо розумних, продуманих деталей, які, якщо дати час перехопити подих дихати і розвивати, обидві могли б стати набагато переконливішими серіями «Сімпсонів». Як і тут, «'Paths of Glory» намагаються привернути увагу до того, як побудований епізод, і вся сім'я Сімпсонів приходить на великі групові обійми, кожні з яких стримує причини, чому [той, чи інший член родини] так вдячний, що знову разом. |

Згідно з голосуванням на сайті The NoHomers Club більшість фанатів оцінили серію на 4/5 із середньою оцінкою 3,55/5.